# Сендзишув (станция)
Сендзишув (пол. Sędziszów) — пассажирская и грузовая железнодорожная станция в городе Сендзишув, в Свентокшиском воеводстве Польши. Имеет 2 платформы и 4 пути. У станции активное локомотивное депо.
Станция построена в 1885 году, когда город Сендзишув был в составе Царства Польского. Теперь здесь ведёт железнодорожная линия Варшава-Западная — Краков-Главный и грузовая Польская ширококолейная металлургическая линия с шириной русской колеи.